# 千里之外
〈千里之外〉是台灣歌手周杰倫與費玉清合唱的歌曲，由方文山作詞，周杰倫作曲，林邁可編曲，收錄於周杰倫2006年9月5日發行的專輯《依然范特西》。該曲另有費玉清的獨唱版本，收錄於費玉清2007年4月20日發行的專輯《回想曲青青校樹》。
該曲入圍台灣第18屆金曲獎最佳年度歌曲獎，並獲得香港第29屆十大中文金曲頒獎金月會全國最受歡迎中文歌曲獎、中國2006年度音樂風雲榜最佳歌曲。

## 創作背景

### 概念發想
〈千里之外〉由周杰倫與費玉清合唱，此為兩人首度合作之歌曲。
宣傳經理張藍云表示，過去周杰倫每一張專輯，照慣例都會收錄一首中國風的歌曲。 
2005 年周杰倫推出《11月的蕭邦》專輯時，曾表示欲與費玉清合唱〈髮如雪〉；在籌備〈千里之外〉時，因希望創造「中國風合唱反差的效果」而通過經紀人楊峻榮牽線。費玉清很喜歡此曲，進錄音室之前就已經練熟了，整個錄音過程很順暢。

## 音樂錄影帶
〈千里之外〉音樂錄影帶由周杰倫擔任導演，搭景兩天，連續拍攝兩天兩夜，擁有70位臨時演員。畫面以懷舊老歌劇院為背景，周杰倫入鏡扮演歌劇院年輕小跑堂，並在歌劇院中展開一段美麗戀情，費玉清則在舞台上以歌聲訴説戲裏周杰倫的感情故事。 此拍攝計畫被全程保密，連費玉清的化妝師都不知道通告內容，直到抵達拍攝片場才看到劇情。